# ژنرال دریاسالار
ژنرال دریاسالار (انگلیسی: General admiral) یا دریاسالار ژنرال، یک درجه نظامی در نیروی دریایی بود، که در کشورهای دانمارک، هلند، آلمان، روسیه، پرتغال، اسپانیا و سوئد بکار گرفته می‌شد. منشأ تاریخی آن عنوانی است که مقامات بلندپایه نظامی یا دریایی اروپای مدرن، از آن استفاده می‌کردند.